# Операция «Давид»
Операция «Давид» — кодовое название развертывания Британского экспедиционного корпуса (БЭК) в Бельгии в начале битвы за Бельгию во время Второй мировой войны. 10 мая 1940 года, в тот же день, когда Германия вторглась в нейтральную Бельгию, британские войска выдвинулись с подготовленных позиций на франко-бельгийской границе, чтобы занять новую позицию в глубине Бельгии, следуя планам французского верховного командования. Образовав оборонительную линию с французскими и бельгийскими войсками на флангах, БЭК мог сдерживать атаки немецких пехотных дивизий, однако это был лишь отвлекающий маневр; основной удар  немецких  танковых дивизий был нанесен южнее. Чтобы избежать полного окружения, британцы и союзники были вынуждены отступить с боями и к 24 мая вернулись на свои исходные  позиции на границе. Однако к этому времени передовые части вермахта уже достигли побережья позади, отрезав британцев от линий снабжения, что привело к необходимости эвакуации из Дюнкерка.